# レフィク・サイダム
イブラヒム・レフィク・サイダム（İbrahim Refik Saydam, 1881年9月8日 ‐ 1942年7月8日）は、トルコの医師（軍医）、政治家。1939年‐1942年にトルコ共和国第4代首相を務めたほか、保健相や教育相、内相を歴任した。

## 経歴
イスタンブール生まれ。オスマン帝国軍軍医となり、ドイツ帝国に留学してベルリン、ダンツィヒなどで学んだ。バルカン戦争では部隊内でのコレラ予防に尽力。1914年に細菌学研究所に勤務してチフス、赤痢、ペスト、コレラ、破傷風の治療や予防を研究し、第一次世界大戦中の軍隊兵士の健康維持に役立てた。特にチフスについての研究は高い評価を受け、第一次世界大戦ではサイダムの開発した治療薬がドイツ軍で使用された。
1919年、第9軍団軍医として軍団長ムスタファ・ケマルに随行してサムスンに渡り、そのままケマル率いるトルコ革命に身を投じることになった。エルズルム陸軍病院で軍医部長をしていたが軍籍を離れ、トルコ大国民議会派のエルズルム会議やスィヴァス会議に参加した。1920年に大国民議会議員となり、のち保健相（のち保健・社会支援相）に就任。
新生トルコ共和国の初代保健相として通算14年在任し、トルコ政府の保健行政の基礎を築いた。1924年のアンカラを皮切りに、エルズルム、ディヤルバクル、スィヴァスなどに次々と国立病院、助産所、小児科病院を設立。衛生研究所や陸軍病院の整備も行った。1930年には国民教育相を兼任、1938年のケマル・アタテュルク急死直後に内相や一党独裁制の与党・共和人民党の事務局長を務める。その他トルコ赤新月社総裁を15年にわたり務めていた。
1939年1月25日、就任直後の第二代大統領イスメト・イノニュにより首相に指名される。第二次世界大戦という困難な情勢の中、根本的な行政改革に乗り出したが、在任中の1942年7月8日に脳卒中のため急死した。